# Tishomingo, Mississippi
Tishomingo är en ort i Tishomingo County i Mississippi. Orten har fått sitt namn efter en chickasawhövding som omkom år 1838 på väg till Indianterritoriet i samband med tvångsförflyttningen som kallas Tårarnas väg. Orten och countyt i Mississippi är grundade i delstaten därifrån chickasawerna förflyttades och Tishomingo i Oklahoma grundades dit stammen tvångsförflyttades.